# Zastava M92
A M-92 é uma carabina 7.62mm desenvolvida e produzida pela Zastava Arms de Kragujevac, na Sérvia, com base na carabina Zastava M85.

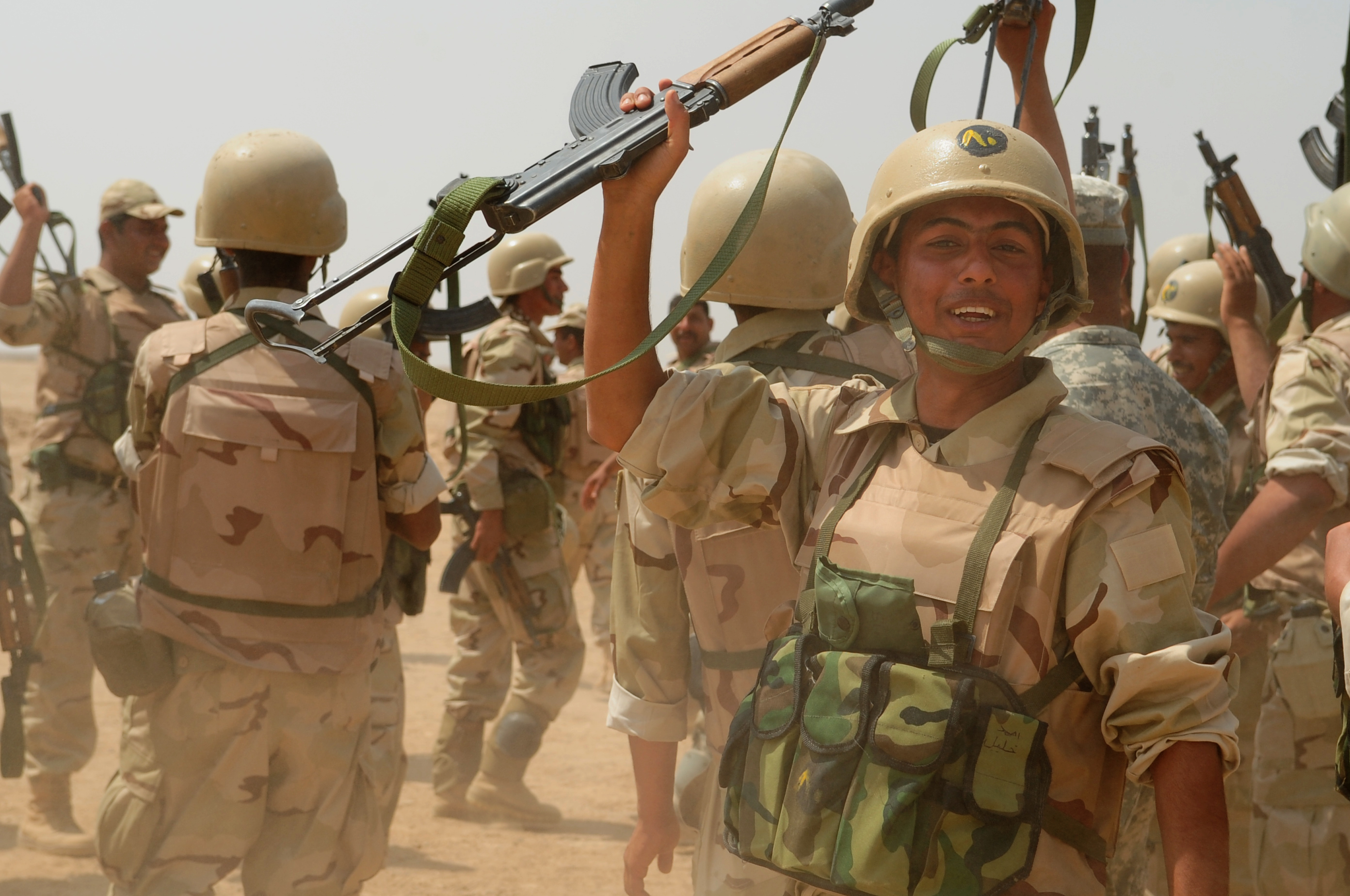
Soldados iraqueanos com suas M92.

## Guerras
Conflitos nos quais a Zastava M92 foi utilizada:
- Guerra Civil Iugoslava
- Guerra do Kivu[3]
- Crise Líbia

## Operadores
- República Democrática do Congo[3][4]
- Iraque[5]
- Jordânia[5]
- Líbano[5]
- Líbia: 80.000 comprados em 2008-2009[6]
- Nicarágua
- Palestina: Usada pela Guarda Presidencial Palestina.[7]
- Sérvia: Usada pelas Forças Especiais (anteriormente usada também pela Unidade de Operações Especiais)[8]